# Tran Thai Tong
Trần Thái Tông, född (tên huý) Trần Cảnh 1218, död 1277, var den förste kejsaren av Trandynastin i Vietnam. Han regerade från 1225 till 1258.
Den som egentligen styrde under de första trankejsarna var Tran Thu Do. När Trần Thái Tông och hans fru Ly Chieu Hoangs äktenskap blev barnlöst, beordrade Tran Thu Do kungen att gifta om sig med Ly Chieu Hoangs syster, som var gift med kungens bror Tran Lieu. Trần Thái Tông flydde till ett tempel men övertalades av Tran Thu Do att återvända. Han abdikerade till förmån för sin son Trần Thánh Tông.
Under Tôngs tid genomförde mongolerna det första invasionsförsöket 1257, vilket slogs tillbaka.